# 時辰禮儀

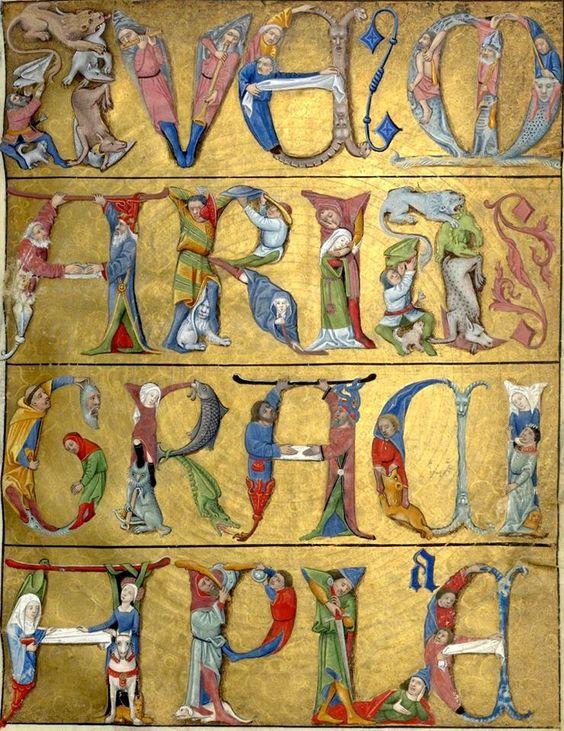
Ave Maria in Heures de Charles d'Angoulême

時辰禮儀，通稱日課（日常禱課），或稱日常禮讚、時辰祈禱、時辰頌禱（英語：Liturgy of the Hours），是天主教會的一個公眾祈禱的功課模式。
時辰禮儀顧名思義是種依照時間進行的禮儀模式，構成時辰禮儀的是或以誦念或唱詠的禱詞及聖歌，經由一位領頌者及答頌的參與者們一起誦念定有格式的禱詞及配合默觀祈禱來達成這些禮儀。原先只是修道院中的修女或修士以及神父們定時進行的祈禱，在梵蒂岡第二次大公會議後教宗保祿六世將之推廣到平信徒間。

## 起源
在早期的基督教團體延續了猶太人在白日或晚上的某些固定時刻祈禱的傳統。而在新約聖經的《宗徒大事錄》中亦可看到或集體或是個人配合特定時間祈禱的例子，如在第十章第九節提到伯多祿在第九時辰上了屋頂祈禱，或是在十六章二十五節提及保祿在半夜時祈禱，第三章第一節甚至直接指名第九時辰是祈禱的時間。這些經典中的事例可為早期基督教與猶太社群的定時祈禱習慣略窺一二。而在多個世紀以來這些定時及公開集合祈禱的傳統逐漸形成一套定式的時辰禮儀。

## 禮儀時辰

### 傳統的羅馬禮日課
禮儀時辰的定立是經由長時間的演變而形成較為普及的模式的，而宗徒大事錄中所提及的祈禱時間亦對此形成或多或少的影響，到了五世紀時大多數的地區都將之定為七次。直到六世紀聖本篤加上了第一時辰這個時間點，因此形成八個禮儀時辰的傳統，分別如下：
- 夜禱（Matins，子夜時分）
- 晨曦禱（Lauds，清晨或是三點時）
- 第一時辰（Prime，在六點時）
- 第三時辰（Terce，在九點）
- 第六時辰（Sext，中午）
- 第九時辰（None，下午三點）
- 晚禱（Vespers，點燈時分或下午六點 ）
- 睡前禱（Compline，睡前或是晚間九點）

由於舊約聖經的《聖詠集》提及「為了你那正義的判詞，我日日要讚美你七次」。在某些地區會把時間點定為七次。但大多是基於一日八次誦念的方式來進行。

### 保祿六世的時辰祈禱
第二次梵蒂岡大公會議後，教宗保祿六世頒佈了新的《羅馬日課經本》，通稱為《時辰禮儀》(英語：Liturgy of the Hours)。日課的結構，聖詠的分佈，以及禱文本身都有所變更，並取消晨時經（第一時辰）。簡而言之，新版減輕了一些負擔，並新增了「主要」和「次要」時辰的定義：
| 中文                                 | 拉丁文             | 英文                              |
| ------------------------------------ | ------------------ | --------------------------------- |
| 誦讀日課（主要時辰）                 | Officium Lectionis | Office of Readings                |
| 晨禱（主要時辰）                     | Laudes             | Lauds 或 Morning Prayer           |
| 日禱（次要時辰，分午前、午時、午後） | Hora Media         | Daytime Prayer: Terce, Sext, None |
| 晚禱、薄暮禱（主要時辰）             | Vesperas           | Vespers                           |
| 夜禱                                 | Completorium       | Compline                          |

## 脫利騰大公會議後的羅馬禮

### 教宗庇護五世的修訂
脫利騰大公會議、教宗聖庇護五世

### 梵二大公會議以前的其他修訂
西斯篤五世、克勉八世（格來孟八世）、烏爾巴諾八世（烏爾朋八世）、克勉十一世（格來孟十一世）等教宗修訂多處。
聖庇護十世
庇護十二世
教宗若望二十三世

### 梵二大公會議後的修訂

#### 拉丁文標準版
- 第二次梵蒂岡大公會議、禮儀憲章、教宗保祿六世
- 1970年11月1日

Apostolic Constitution = 宗座憲令
CONSTITUTIO APOSTOLICA*
LAUDIS CANTICUM
Officium divinum ex decreto Concilii Oecumenici Vaticani II instauratum, promulgatur
- 拉丁文：http://www.vatican.va/holy_father/paul_vi/apost_constitutions/documents/hf_p-vi_apc_19701101_laudis-canticum_lt.html （页面存档备份，存于）

步尼尼 (Bugnini)......
日課禮儀總論
- = General Instruction of the Liturgy of the Hours (GILH)
  - 美國 EWTN 翻譯：http://www.ewtn.com/library/CURIA/CDWGILH.HTM （页面存档备份，存于）
  - 英國翻譯：http://www.liturgyoffice.org.uk/Resources/Rites/GILH.pdf （页面存档备份，存于）
- = Institutio Generalis de Liturgia Horarum (IGLH)
  - https://web.archive.org/web/20081120014536/http://www.kellerbook.com/MASTER.HTM (Ambroisian)
- 教廷聖禮部 = Congregation for Divine Worship (CDW)
- 1971年2月2日

教宗本篤十六世允許 1962 版《羅馬日課經》 Breviarium Romanum
http://www.ewtn.com/library/papaldoc/b16SummorumPontificum.htm （页面存档备份，存于）
Apostolic Letter "Summorum Pontificum" issued Motu Proprio
Benedict XVI
http://www.vatican.va/holy_father/benedict_xvi/motu_proprio/documents/hf_ben-xvi_motu-proprio_20070707_summorum-pontificum_lt.html （页面存档备份，存于）
```
教宗本篤十六世
 以自動手諭發出之
```

《歷任教宗》宗座牧函
http://catholic-dlc.org.hk/B16080218.pdf （页面存档备份，存于）
第九條 §3- 聖職人員亦可採用真福若望廿三世於1962年頒佈的《羅馬日課經》。
Also see: http://www.ewtn.com/expert/answers/breviary.htm （页面存档备份，存于）

#### 中文官方翻譯版
- 天主教會台灣地區主教團儀委員會
- 主任委員郭若石

全書共分三冊，第一冊稱為《每日禮讚》，第二、第三冊稱為《每日誦讀》。第一冊包括全年季節與慶節所用的晨禱、日間祈禱、晚禱、夜禱之專用與通用經文。其他兩冊則包括「誦讀日課」 (Officium Lectionis) 的全部經文。
編排方式跟拉丁原版有所區別。
- 《每日頌禱》全書共分三冊
- 《袖珍每日禮讚》

河北信德社 1994年9月在中國大陸第一次印刷。

## 外部連結
- 天主教教理——卷二 基督信徒的庆典——时辰礼仪[永久]
- 時辰禮儀（天主教台灣地區主教團禮儀委員會潘家駿神父專欄）

### 線上版本

#### 中文
- https://web.archive.org/web/20100413183027/http://www.tianren.org/ly/small_win.asp
- 中華聖母進教之佑： https://web.archive.org/web/20100223093107/http://www.mhchina.net/ (彌撒及日課→普世教會→彌撒及日課→本週)
- 每日日課 （页面存档备份，存于） 天主教香港教區禮儀委員會網站
  - 本網站之「每日日課」譯文，出自台灣地區主教團禮儀委員會編譯，《每日頌禱》及《每日禮讚》，由一位內地司鐸，在困厄中，打字、輸入並製成電子書格式，流傳坊間。為方便香港教友誦念，將聖經中名稱、聖經經文、禱文，採用香港慣用的思高版聖經，以及香港的彌撒經文。謹此鳴謝台灣地區主教團禮儀委員會及思高聖經學會。
- 聖教日課（聖教禱文） （页面存档备份，存于） （香港教區禮儀委員會編譯，徐誠斌主教准試用，1973年8月初版）

#### 拉丁文
- BREVIARIUM ROMANUM: http://www.divinumofficium.com/ （页面存档备份，存于）  (1962 年版本的《羅馬日課經》)

#### 英文
- Liturgy of Hours at Universalis: https://web.archive.org/web/20080409213820/http://www.universalis.com/